# North Lopham
North Lopham est une paroisse civile et un village du Norfolk, en Angleterre.